# Djupaforsklyftan

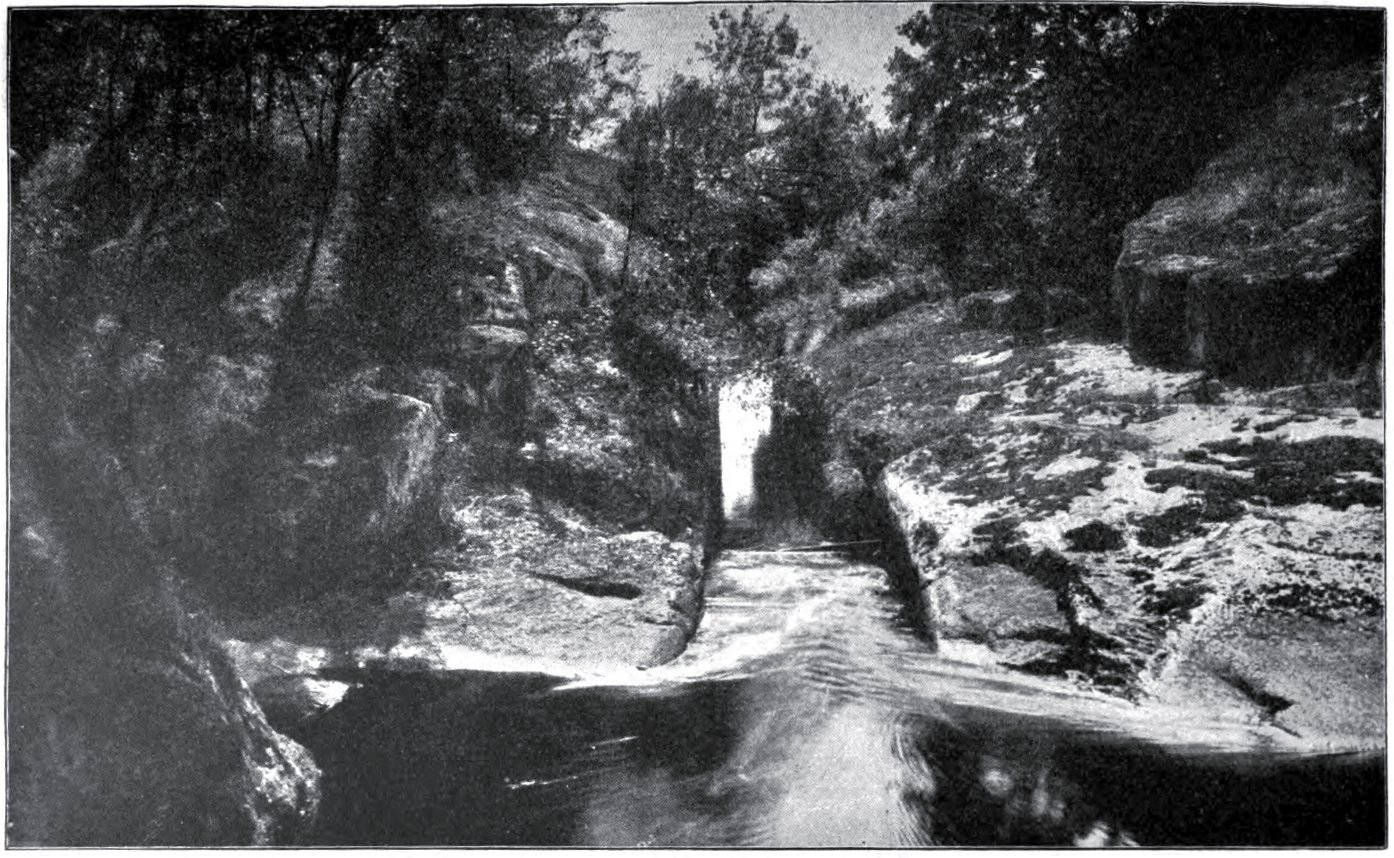
Fotografi av den så kallade "rännan" vid Djupafors år 1906 ur Nils Holgerssons underbara resa genom Sverige.

Djupaforsklyftan är ett naturminne bestående av en smal spricka i urberget där Ronnebyån bildar ett vattenfall söder om Kallinge vid industriområdet Djupafors. Djupaforsklyftan beslutades som naturminne den 25 februari 1939, och ingår i ett dramatiskt landskapsavsnitt med stora höjdskillnader, klippor och formationer av grottor. I anslutning till Djupaforsklyftan finns också den så kallade ”Oscar II:s grotta”, där denne konungs namnteckning ska finnas bevarad. Enligt sägnen ska även jätten Rotnes grävmärken finnas att beskåda på denna mytomspunna plats.

## Sägnen om Djupaforsklyftans tillkomst
I folktron levde länge sägnen om att det var jätten Rotne som en gång skulle tävla med en annan jätte om vem som först kunde gräva en åfåra ut till havet. Rotne blev lurad av jätten och en jättekvinna att gräva i stenigare och bergigare marker än sin rival, varpå Rotne blev ursinnig när han insåg att han blivit lurad. I sin ilska slet han då loss ett stort klippblock och kastade efter de två andra jättarna. Rotnes kast missade men klippblockat landade strax utanför Bräkne-Hoby där den avsedda stenen ännu finns att beskåda. Det ska alltså ha varit Rotne som på så sätt i sin ilska skapade Djupaforsklyftan.

## Klassiskt utflyktsmål
Berättelsen om jätten Rotne tillsammans med platsens dramatiska och fantasieggande natur har länge gjort den till ett populärt utflyktsmål, inte minst för gäster vid Ronneby brunn under 1800- och 1900-talet. Platsen har under det sena 1900-talet varit något bortglömd men har åter aktiverats som en del i det rörliga friluftslivet tack vare intentionerna i Ronneby kommuns grönstrukturplan som antogs år 2018. Detta har bland annat inneburit att vandringsleden Karlsnäsleden numera löper över Djupaforsklyftan istället för som tidigare parallellt och förbi samma punkt.